# Amolita intensa
Amolita intensa är en fjärilsart som beskrevs av Dyar 1914. Amolita intensa ingår i släktet Amolita och familjen nattflyn. Inga underarter finns listade i Catalogue of Life.